# Corinna olivacea
Corinna olivacea is een spinnensoort uit de familie van de loopspinnen (Corinnidae).
De wetenschappelijke naam van de soort werd in 1906 gepubliceerd door Embrik Strand.